# Psychotria linderi
Psychotria linderi är en måreväxtart som beskrevs av Frank Nigel Hepper. Psychotria linderi ingår i släktet Psychotria och familjen måreväxter. Inga underarter finns listade i Catalogue of Life.